# Planyeta bevásárlóközpont (Novokuznyeck)
A Planyeta bevásárlóközpont (orosz nyelven: Торгово-развлекательный центр «Планета» – ТРЦ «Планета» Новокузнецк) Oroszországban, a dél-szibériai Novokuznyeckben 2014-ben megnyitott „mall” típusú szórakoztató- és bevásárlóközpont. Az első ilyen jellegű, szuperregionális besorolású létesítmény a Kemerovói területen. Teljes területe 162 000 négyzetméter, kereskedelmi felülete 73 300 négyzetméter.
A planyeta orosz szó jelentése: 'bolygó'.

## Ismertetése
A Planyeta a város központi kerületében, egy nagy főút mentén épült, így gyalogosok és autósok számára egyaránt könnyen elérhető. Vonzáskörzetében a környező településekkel együtt mintegy 860 ezer ember él. 
Az épület teljes területe 162 000 m², ebből a kereskedelmi (bérelhető) terület 73 300 m². A háromszintes épületben több mint 180 üzlet és szolgáltatás, 20 étterem, gyorsétterem és presszó várja a látogatókat. Föld alatti és külső parkolóiban összesen 3000 gépkocsi számára van hely.
Horgonybérlői: egy nagy élelmiszer hipermarket („Magnyit”), egy elektronikai és háztartási készülékek áruháza („M.Video”), a „Gyermekvilág”, egy nagy  sportáru-kereskedő, a „Formula Kino IMAX” multiplex mozi nyolc vetítőteremmel, valamint a „Megaland” szórakoztatóközpont (utóbbiban játékterem, sokféle játékgép, mini-bowling, trambulin aréna, stb.). A divatgaléria (Fasion Gallery) keretében számos olyan vezető nemzetközi és orosz divatmárkakereskedő bérel üzletet, amelyek korábban nem voltak jelen a kemerovói régióban. A bevásárlóközpontnak 2016-tól az oroszországi Auchan is egyik horgonybérlője volt, de 2019. szeptember 30-án bezárt.
A létesítményt a RosEvroDevelopment cégcsoport építette, mely később nevét Malltech-re változtatta. A cégcsoportnak más városokban is van hasonló jellegű bevásárlóközpontja, hozzátarozik többek között a krasznojarszki Planyeta és a novoszibirszki Aura is.
A bevásárlóközpont belső tereinek nagyobb egységeit egy központi téma, a karibi élményvilág köré szervezték, ezt a koncepciót portugál cég alakította ki. A novokuznyecki Planyeta 2015-ben elnyerte a rangos Commercial Real Estate Awards díját a "Legjobb extra nagy bevásárlóközpont" kategóriában.